# همداگ
همداگ ترکیبی از همبرگر و هات داگ است. غذاهایی به این نام در استرالیا و ایالات متحده اختراع شده‌است.

## استرالیا
مارک مورای استرالیایی یک نوع همداگ را در سال ۲۰۰۴اختراع کرد. نسخه او شامل یک پتی گوشت گاو است که به دو قسمت تقسیم شده‌است، با یک فرانکفورتر در بین دو نان قرار داده شده، سپس با پنیر، ترشی، سس، گوجه فرنگی، کاهو و پیاز روی آن قرار داده شده‌است. او در سال ۲۰۰۹ یک پتنت طراحی ایالات متحده برای نان با شکل خاص دریافت کرد

## ایالات متحده
نوع دیگری از همداگ در فوریه ۲۰۰۵ توسط چندلر گاف، صاحب یک بار در دکیتر، جورجیا اختراع شد. این نسخه شامل یک هات داگ پیچیده شده در نیم پوند همبرگر با بیکن، پنیر و پیاز روی نان هوگی است که سرخ شده و با یک تخم مرغ سرخ شده در بالا و یک طرف سیب زمینی سرخ کرده سرو می‌شود. او فروش آن را در نمایشگاه ایالتی ایندیانا در سال ۲۰۰۶ آغاز کرد در سال ۲۰۰۷ یک مسابقه خوردن همداگ در ودنس هایتس، مینه سوتا توسط Food and Drink جیمی تأسیس شد. برای برنده پاداشی جز لاف زدن نیست.
دکتر نیکلاس لانگ، پروفسور جراحی در دانشگاه علوم پزشکی آرکانزاس، توصیه می‌کند از مصرف همداگ حتی به عنوان میان‌وعده یکبار مصرف خودداری کند.

## فهرست منابع
1. 1 2  "Is this ultimate way to clog arteries? A hot dog inside burger, then fried !!!! Southern-fried staples nutritional info". The Advocate (Louisiana). NewsBank. February 14, 2005. Retrieved August 11, 2010.
2. ↑  Sullivan, Rebecca (September 20, 2016). "The Hamdog — a cross between a hamburger and a hotdog — is here". news.com.au.
3. ↑  "It's a deep-fried train wreck, but I can die happy". The Atlanta Journal-Constitution. NewsBank. April 21, 2005. Retrieved August 11, 2010.
4. ↑  Harper, Jennifer (August 3, 2006). "All is fare at frying fests; Even strawberry is not exempt at state fairs". The Washington Times. The Gale Group. Retrieved August 11, 2010.
5. ↑  "Dare You! Calling All Big Eaters, Here Are 5 Places Where You can Test Your Competitive Spirit (Burp)". St. Paul Pioneer Press. NewsBank. February 26, 2009. Retrieved August 11, 2010.
6. ↑  "Health officials wage tough fight in America's 'Stroke Belt'". USA Today. Associated Press. February 13, 2005. Retrieved August 11, 2010.

الگو:Hot dog variationsالگو:Burgers